# Syltfunk
 (février 2019).
Syltfunk – Sölring Radio est une station de radio locale privée de Schleswig-Holstein, à Tinnum, sur l'île de Sylt.

## Histoire
En 2009, la station commence à diffuser sur Internet. Le 1er juin 2016, Syltfunk diffuse sur 24 heures, ce qui en fait la première station de radio locale privée du Schleswig-Holstein diffusée toute la journée.
Pour construire son infrastructure de production et de diffusion, Syltfunk s’appuie sur un concept global du fournisseur de services complets de Leipzig, Divicon Media.
Le 4 octobre 2018, Syltfunk est déclaré en insolvabilité devant le tribunal de district de Niebüll. La diffusion est cependant maintenue.

## Programme
L'accent est mis sur les événements régionaux quotidiens, notamment dans les domaines de l'information, de la culture, du tourisme, de la politique, des sports et de l'éducation. Cela inclut tous les domaines pertinents sur le plan social, avec des nouvelles toutes les heures de l'agence de presse DPA et des nouvelles régionales toutes les demi-heures en semaine, fournies par le bureau de rédaction. De plus, des informations sur le contrôle du trafic et la protection civile sont proposées. Le programme de musique est adapté aux groupes cibles. En plus des programmes quotidiens allemands, on peut entendre des émissions en frison septentrional, plus particulièrement en sölring, et en bas allemand.

## Source de la traduction
- (de) Cet article est partiellement ou en totalité issu de l’article de Wikipédia en allemand intitulé « Syltfunk » (voir la liste des auteurs).